# 卡邁 (伊利諾伊州)
卡邁（英語：Carmi）是一個位於美國伊利諾伊州懷特縣的城市。根據2010年美國人口普查，該地人口為5240人，而該地的面積約為6.57平方千米。同時該地也是懷特縣的縣治。

## 地理
卡邁的座標為38°05′18″N 88°10′05″W / 38.08833°N 88.16806°W，而該地的平均海拔高度為118米（即387英尺）。